# Haj, ifjuság!
Haj, ifjuság!, también conocido en inglés como Oh, Youth!, Hey, Youth!, y simplemente Youth!, es una composición vocal temprana del compositor húngaro György Ligeti. Fue terminada en 1952 y publicada en 1999.

## Composición
Haj, ifjuság! fue compuesta en 1952 en Budapest, cuando Ligeti todavía era estudiante en la Academia de Música Franz Liszt. Ligeti, en ese momento, componía bajo la influencia de la obra Béla Bartók, y trató de seguir sus pasos cuando realizaba piezas basadas en canciones tradicionales húngaras o poemas, como también lo hizo en Lakodalmas, Bujdoso y Kállai Kettős. Sin embargo, la música utilizada en las primeras composiciones de Ligeti no se extrajo de canciones populares, sino que es original y fue escrita en el estilo tradicinal. Además, en 1952, Hungría estaba ocupada por Rusia y la cultura húngara fue censurada en su mayoría; por lo que estas piezas rara vez fueron publicadas y tenían que ser interpretadas en secreto. Fue publicada mucho más tarde, en 1999, por la editorial Schott Music.

## Análisis
A pesar de que generalmente se enumera y graba en un solo movimiento, Haj, Ifjuság! consta de dos partes unidas por un attacca. Por lo general, tiene una duración de entre cuatro a cinco minutos para interpretarse. Está escrita para un coro mixto que debe estar compuesto por sopranos, contraltos, tenores y bajos. La lista de movimientos es la siguiente:
- 1. Azt hallottam rózsám. Parlando (nem lassú)
- 2. Nem láttam én télbe fecskét. Alegro

Esta composición ha sido traducida y adaptada a alemán por Hilger Schallehn y a inglés por Desmond Clayton.

## Grabaciones
- Ligeti: Lux æterna. Groupe Vocal de France, Guy Reibel. EMI, 1990[7]
- Ligeti Edition 2: A Cappella Choral Works. London Sinfonietta Voices, Terry Edwards. Sony Classical, 1997[8]